# Centris hoffmanseggiae
Centris hoffmanseggiae är en biart som beskrevs av Cockerell 1897. Centris hoffmanseggiae ingår i släktet Centris och familjen långtungebin. Inga underarter finns listade.